# Orlice
Orlice – nowela Kazimierza Przerwy-Tetmajera, opublikowana w roku 1904 w drugim tomie cyklu Na skalnym Podhalu.

## Fabuła
Stary Kuba Kopiński, biedny gospodarz z Poronina, miał trzy córki: Różę (dwudziestolatkę), Ulkę (rok młodszą) i Wiktę (siedemnastolatkę). Jego żona (z domu Capkówna) zmarła przy porodzie. Ponieważ jego niewielkie grunta orne znajdowały się na terenie zalewowym, zwano go Wodnym Kubą, a wszyscy czworo często przymierali głodem. Pewnego dnia na jesieni Kuba postanowił porzucić gospodarstwo i udać się z córkami w Tatry. Przeprawili się przez Wschodnie Żelazne Wrota, po czym urządzili sobie kryjówkę w kolebie blisko Stawku pod Kościołkiem i zajęli się zbójnictwem. Dokonywali kradzieży i rozbojów, niekiedy połączonych z morderstwami; chociaż Wikta okazała się mało przydatna, Ulka przejawiła znaczny talent do włamań, a Róża szybko rozsmakowała się w przemocy i zaczęła przewodzić napadom. Późną jesienią, przy ciężkim załamaniu pogody, pewien strzelec ze Sławkowa wytropił rodzinę po śladach na śniegu, ale zasnął z zimna i wyczerpania, a zbójniczki obezwładniły go. Kuba zamierzał wykorzystać jeńca do pomocy przy przenoszeniu zgromadzonych łupów poza grań, kiedy jednak udał się na rekonesans, jego córki posprzeczały się ostro o związanego, ponieważ niespodziewanie poczuły chęć wykorzystania go seksualnie; w wynikłej szarpaninie Róża roztrzaskała bezbronnemu czaszkę o skałę. Ojciec rodziny, zastawszy tę scenę, doznał napadu histerycznego śmiechu. Następnie rozkazał córkom spakować zagrabione dobra i wyruszyć w drogę. Planował udać się na północ od Podhala, poza Obidową, zakupić ziemię i zostać szanowanym gospodarzem.

## Odbiór
Zagadnienie zbójniczek nie doczekało się dotychczas obszerniejszego opracowania przez badaczy literatury, oprócz Orlic niewiele utworów poświęconych tej tematyce ma realną wartość artystyczną. Według wszelkiego prawdopodobieństwa nurty epoki i własna wyobraźnia autora odegrały dużo większą od opowieści górali podhalańskich rolę w konstrukcji fabuły, inaczej niż w przypadku większości nowel z cyklu. Tytuł służy zwięzłej charakteryzacji bohatera zbiorowego. Utwór cechuje się perwersją i brutalnością, a jego bohaterki (zwłaszcza Róża) są uznawane za skrajnie zdeprawowane, pomimo racjonalnego osadzenia ich rysu charakterologicznego w realiach epoki. Można jednak usprawiedliwiać je koniecznością życiową, wskazując również na cechy powszechnie uznawane za pozytywne, jakimi wykazywały się przez cały czas trwania akcji dzieła. Istnieje ponadto interpretacja, według której bezsensowny mord dokonany przez córki miałby ucieszyć Kubę. Nowela nawiązuje do koncepcji aktywizmu biologicznego i nie zawiera morału.
Osobnym zagadnieniem są wykorzystane w fabule wątki taternickie – według Jacka Kolbuszewskiego utwór wypełnia lukę polegającą na pozornej nieobecności tematyki ściśle wspinaczkowej w twórczości Tetmajera. Także Józef Nyka wzmiankuje o tym w rozdziale swojego przewodnika poświęconym Żelaznym Wrotom, wykorzystując cytat z Orlic do ostrzeżenia przed znacznymi trudnościami trasy na odcinku zwanym Gerlachowskimi Spadami.